# 刺客列傳
《刺客列傳》，2016年搜狐視頻出品網絡劇，趙志偉、查杰、朱戩、SpeXial-Dylan、SpeXial-易恩、SpeXial-Evan、SpeXial-偉晉、呂鋆峰、彭昱暢領銜主演，SpeXial-風田、晨翔特別演出。2016年5月9日開鏡，同年7月1日殺青。於2016年8月14日在搜狐視頻首播。
第二部為《刺客列傳2龍血玄黃》，2017年2月至3月拍攝，於2017年6月15日在搜狐視頻首播。

## 播出時間

### 首播
| 頻道     | 所在地   | 播映日期      | 播出時間         |
| -------- | -------- | ------------- | ---------------- |
| 搜狐視頻 | 中国大陆 | 2016年8月14日 | 每週日至週二零點 |
| CHOCO TV | 臺灣     | 2017年1月6日  | 每週一至週五     |

## 故事大綱
驚雷動，疆域崩裂，群雄並起，天下共奉的帝王死於刺殺，引發持續百年的戰亂。四個諸侯國將中原疆域重新分劃，開始了鼎足並立、各自為政的局面。天璇國派出的刺客裘振刺殺鈞天國主成功後，自我封印（身體被主人置於特殊的棺槨中，能千年不腐），同時引發其他四柄劍的感應。

## 演員表

### 天璇國
| 演員   | 角色   | 介紹                                                                  |
| 呂鋆峰 | 陵光   | 天璇國君王                                                            |
| 晨翔   | 裘振   | 將軍之子、鈞天國客卿，於第1集自殺身亡。                               |
| 趙志偉 | 公孫鈐 | 謀士→御史大夫→副相，魏玹辰的徒弟，於第2集出場，於第30集被慕容離毒死。 |
| 侯俊光 | 焸櫟侯 | 王室成員                                                              |
| 陽光   | 魏玹辰 | 丞相                                                                  |
| 左振東 | 裘天豪 | 裘振的父親                                                            |
| 徐春雷 | 吳以畏 | 將軍                                                                  |
| 賴藝   | 吳之遠 | 將軍之子                                                              |

### 天璣國
| 演員         | 角色   | 介紹                                                     |
| SpeXial-Evan | 蹇賓   | 天璣國君王，於第2集出場，於第27集自刎身亡。              |
| SpeXial-易恩 | 齊之侃 | 將軍→上將軍→平民→上將軍，於第2集出場，於第27集自刎身亡。 |
| 任學海       | 若木華 | 天璣國太師                                               |
| 趙剛         | 千陽澤 | 天璣國奉常令                                             |

### 天樞國
| 演員          | 角色   | 介紹                                                    |
| 彭昱暢        | 孟章   | 天樞國君王，於第3集出場，於第29集死亡。                 |
| 常晉          | 凌世蘊 | 孟章的師兄                                              |
| 徐鳴          | 孔佰勤 | 仲堃儀的老師                                            |
| SpeXial-Dylan | 仲堃儀 | 寒門士子→通事舍人→上大夫→通事舍人→上大夫，於第3集出場。 |
| 王宇奇        | 駱珉   | 仲堃儀的門人                                            |
| 代栩逸        | 蘇嚴   | 世家公子，孔佰勤的學生，蘇瀚的侄子                      |
| 朱嘉鎮        | 蘇瀚   | 蘇嚴的叔父                                              |
| 秦勇          | 崔琳   |                                                         |
| 李季          | 沈旭   |                                                         |
| 吳建澎        | 裔琰   |                                                         |

### 瑤光國
| 演員   | 角色   | 介紹                                                            |
| 查杰   | 慕容離 | 瑤光國王子→受邀至天璣開國大典之樂師→天權國蘭台令，於第2集出場。 |
| 孫毅   | 阿煦   | 慕容離玩伴、伴讀                                                |
| 王凱   | 黎庚寅 | 黎庚辰的哥哥，死士                                              |
| 李熹子 | 黎庚辰 | 死士                                                            |

### 遖宿國
| 演員         | 角色   | 介紹                       |
| SpeXial-偉晉 | 毓埥   | 遖宿國君王，於第16集出場。 |
| 秦雋哲       | 虞元愷 | 遖宿國長史，毓埥的老師。   |
|              | 周天逸 | 遖宿國都統                 |
| 吳爍         | 夜梟   | 遖宿國暗夜統領             |

### 天權國
| 演員        | 角色 | 介紹       |
| 朱戩        | 執明 | 天權國君王 |
| 胡高峰      | 翁彤 | 天權國太傅 |
| 郭鑫Frankie | 莫瀾 | 將門之後   |

### 鈞天國
| 演員         | 角色   | 介紹                                    |
| SpeXial-風田 | 啟昆帝 | 鈞天國帝王，天下共主，於第1集遇刺身亡。 |

## 電視劇歌曲
| 曲別   | 歌名     | 演唱者         | 作詞   | 作曲   |
| 片頭曲 | 劍心飛揚 | 馬振桓、熊梓淇 | 郭申生 | 郭申生 |
| 片尾曲 | 月光訣   | 熊梓淇         | 王靖雲 | 梁思樺 |

## 記事
- 2016年5月9日 凌晨六點十八分正式開機，出席演員包括SpeXial-易恩、SpeXial-執、查杰、SpeXial-Dylan、朱戩、呂鋆峰、郭鑫
- 2016年5月16日 SpeXial-Evan、SpeXial-偉晉進組
- 2016年6月21日 朱戩殺青
- 2016年6月23日 李熹子殺青
- 2016年6月25日 晨翔、SpeXial-風田進組，SpeXial-Evan殺青
- 2016年6月29日 SpeXial-執、SpeXial-Dylan殺青
- 2016年7月1日 全劇殺青
- 2016年7月13日 官方釋出刺客篇預告
- 2016年7月20日 官方釋出君王篇預告
- 2016年7月28日 片尾曲MV首播
- 2016年8月2日 片頭曲MV首播
- 2016年8月8日 舉行開播發布會
- 2016年8月14日 首播

## 外部連結
- 刺客列傳的新浪微博